# Ядерное оружие Франции
Франция является членом ядерного клуба, одной из 5 стран, которым по условиям ДНЯО «позволено» иметь ядерное оружие. Помимо него, она не обладает другими видами оружия массового поражения и является участником Конвенции о запрещении химического оружия с 1995 года и Конвенции о биологическом и токсинном оружии с 1984 года. Франция стала четвёртой страной, испытавшей ядерную бомбу — в 1960 году. В настоящее время Франция имеет приблизительно 300 стратегических боезарядов, размещённых на четырёх атомных подводных лодках, а также 60 тактических (ASMP) боезарядов авиационного базирования. Это ставит её на 3-е место в мире по количеству ядерного оружия.

## История
После окончания Второй мировой войны французское правительство не имело планов по созданию собственного ядерного оружия и полностью полагалось на гарантии США. В 1952 году был принят план по развитию атомной энергетики.
Ситуация изменилась в 1954 году после поражения Франции в войне за независимость Французского Индокитая. Военным руководством страны был подготовлен план разработки ядерного оружия. Этому также поспособствовало появление атомной бомбы в Великобритании.
Правительство Четвёртой республики стремилось заключить военно-стратегический союз с ФРГ и Италией, однако приход к власти Шарля де Голля в мае 1958 года нарушил эти планы. Франция сделала ставку на независимость собственных ядерных сил, кроме того, она опасалась втягивания в возможный конфликт на стороне НАТО. В связи с этим руководством страны была принята отличающаяся от натовской ядерная доктрина «сдерживания». Работы по созданию атомной бомбы активизировались.
В 1957 году были начаты работы по строительству полигона для ядерных испытаний в Алжире. 3 ноября 1959 года Шарль де Голль выступил с речью в Центре высших военных исследований. Он заявил, что главная цель ядерной программы Франции заключается в создании национальных ударных сил на основе ядерного оружия, которое могло быть задействовано в любой точке земного шара. «Отцом» французской ядерной бомбы стал Бертран Голдшмидт, работавший с Марией Кюри и участвовавший в Манхеттенском проекте.
13 февраля 1960 года Франция провела своё первое ядерное испытание на полигоне в Алжире. В дальнейшем в связи с обретением этой колонией независимости, Франции пришлось переносить полигон. Для этой цели в 1963 году были выбраны атоллы Муруроа и Фангатауфа во Французской Полинезии, где вплоть до 28 декабря 1995 года проводились такие испытания как Канопус (самое мощное в истории Франции), Единорог и другие.
Франция не присоединялась к мораторию на проведение ядерных испытаний, объявленному США, СССР и Великобританией в период с 1958 по 1961, не участвовала в Московском договоре 1963 года о запрещении испытаний ядерного оружия в трех средах, а к Договору о нераспространении ядерного оружия присоединилась лишь в 1992 году. Договор о всеобъемлющем запрещении ядерных испытаний страна ратифицировала в 1998 году. Всего в период с 1960 по 1995 год было проведено 210 испытаний.

## Суперкомпьютеры в ядерной программе Франции
В 1966 году Франция вышла из военных структур НАТО, оставаясь только участником политических структур этого договора. В качестве «наказания» США запретили экспорт во Францию суперкомпьютера CDC 6600, который Франция планировала использовать для проведения расчетов по улучшению своего термоядерного оружия. В качестве ответной меры Шарль де Голль 16 июля 1966 года объявил о начале суперкомпьютерной программы Plan Calcul, которая была призвана обеспечить независимость Франции от импорта суперкомпьютерных технологий. В рамках этой программы был создан, например, исследовательский институт INRIA.
Несмотря на экспортный запрет, CDC 6600 всё-таки удалось ввезти во Францию для подставной коммерческой фирмы, где суперкомпьютер тайно использовался для военных разработок.

## Помощь США в совершенствовании ядерного арсенала Франции
В самом конце 60-х — начале 70-х годов во время правления президентов Никсона и Форда и после ухода с политической арены Шарля де Голля правительство США согласилось помочь Франции в совершенствовании её ядерного арсенала. Так как законы США запрещали делиться с другими странами ядерными секретами, был использован способ обойти букву закона с помощью так называемых «отрицающих консультаций» («negative guidance»): французские специалисты проводили свои исследования и задавали вопросы американским специалистам, которые отвечали на вопросы «да», если французы двигались в верном направлении, и «нет» — если в неверном.